# Изъяр
Изъя́р (чув. Изъяр) — озеро на территории Чебоксарского района Чувашской Республики. Расположено в 2 км к востоку от посёлка Северный (кв. 50 Северного лесничества Чебоксарского лесхоза).
Название озера происходит от марийских слов: изи ер — «маленькое озеро».
Объявлено памятником природы постановлением Совета Министров Чувашской АССР от 2 апреля 1981 года № 186.
Площадь озера 4 га, ширина 110 м, длина 390 м.
Озеро Изъяр — надпойменное озеро прямоугольной формы, окруженное хвойно-широколиственным лесом. Расположено в ложбине. Берега плотные, с восточной стороны пологие, песчаные.
Увеличение глубины идёт постепенно к центру. Максимальная глубина 3,5 м. Прозрачность — 200 см.
Минеральный состав воды: гидрокарбонатно-сульфатно-кальциевый (301,6 мг/л). Среда слабокислая — pH — 6,4-6,6. Зарастание слабое, пятнистое. Дно илисто-песчаное.
Озеро вплотную окружено лесом: сосна, берёза, осина. Травяной покров представлен злаками, небольшим количеством камыша, девясила. Режим охраны, установленный для памятника природы, заказной.
Озеро используется населением как место отдыха.